# Hans von Lehwaldt
Hans von Lehwald(t) (24 de junio de 1685 - 16 de noviembre de 1768), también conocido como Johann von Lehwald(t), fue un mariscal de campo (Generalfeldmarschall) prusiano que participó en las Guerras de Silesia de Federico el Grande.

## Biografía
Lehwaldt nació en Legitten cerca de Labiau en el ducado de Prusia. Su madre María Esther provenía de una antigua familia prusiana, los Freiherrn von der Trenck.
En 1699, Lehwaldt empezó su servicio militar cuando entró en el batallón "Weiße Grenadier-Garde" (n.º 18). Participó en la guerra de sucesión española desde 1702 y experimentó su prueba de fuego en el sitio de Venlo de septiembre. En la primavera de 1704, su batallón combatió en la batalla de Blenheim, y Lehwaldt fue promovido a Fähnrich el 16 de septiembre. Desde el 29 de septiembre hasta el 6 de octubre participó en el asedio de Hagenau.
El rey Federico II de Prusia concedió a Lehwaldt la condecoración Pour le Mérite en 1742 después de la primera guerra de Silesia y le nombró caballero de la Orden del Águila Negra el 4 de febrero de 1744. Lehwaldt derrotó a las fuerzas austríacas de Georg Oliver von Wallis cerca de Habelschwerdt el 14 de febrero de 1745, durante la Segunda Guerra Silesia. Lehwaldt fue ascendido a mariscal de campo (Generalfeldmarschall) el 22 de enero de 1751. Federico el Grande también le otorgó un retrato cubierto de diamantes del rey con una banda azul. Wilhelm Dietrich von Buddenbrock y Friedrich Wilhelm von Dossow fueron los otros únicos merecedores de este medallón. Debido a que las tensiones ascendieron en 1756, Federico envió a Lehwaldt, el comandante en Prusia Oriental, patentes para cien oficiales a rellenar a su conveniencia.
Lehwaldt estuvo al cargo de la defensa de Prusia Oriental contra el Imperio ruso cuando estalló la guerra de los Siete Años (1756-63). El mariscal ruso Apraxin intentó rodear a los prusianos con su ejército más numeroso, pero Lehwaldt fue capaz de evitarlo. Apraxin empezó a marchar sobre Königsberg, a pesar de que sus tropas sufrían falta de suministros y un fuerte desgaste. Lehwaldt al mando de 30.000 soldados interceptó 80.000 soldados rusos en Gross Jägersdorf, donde Lehwaldt sufrió 4.600 bajas y Apraxin 7.000. Aunque Lehwaldt retiró sus cuerpos de la batalla, los rusos fueron incapaces de continuar hasta alcanzar la victoria. Apraxin se retiró de la provincia después de oír un falso informe que afirmaba que la emperatriz Isabel I de Rusia había muerto. Von Lehwaldt supervisó el bloqueo de Stralsund, manteniendo a las fuerzas suecas inmovilizados en el mar Báltico.
Debido a su pobre salud, Lehwaldt fue transferido a Berlín, donde se convirtió en gobernador de la ciudad en 1759. Sin embargo, Lehwaldt y Seydlitz, ambos inválidos, no fueron capaces de resistir la captura y saqueo de una relativamente poco defendida Berlín y Potsdam en octubre de 1760 por 15.000 austríacos, 18.000 rusos y 5.600 cosacos. Lehwaldt murió en Königsberg en 1768 y fue enterrado en la iglesia Juditten.